# Helmut Newton

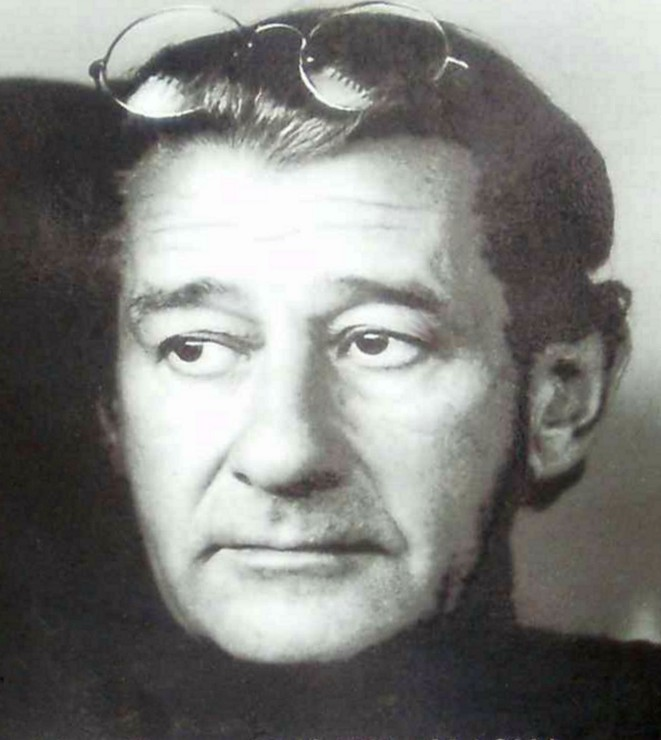
Helmut Newton

Helmut Newton [ˈnjuːtn̩] (ursprünglich Helmut Neustädter; * 31. Oktober 1920 in Berlin; † 23. Januar 2004 in Los Angeles) war ein deutsch-australischer Fotograf.

## Leben
Helmut Newton wurde 1920 als Sohn einer wohlhabenden jüdischen Knopffabrikantenfamilie in Berlin unter dem Namen Helmut Neustädter geboren. Bis 1934 lebte er mit seiner Familie in Berlin-Schöneberg, in der Innsbrucker Straße 24, bevor die Familie in die Friedrichsruher Straße nach Berlin-Schmargendorf umzog. Bis 1936 besuchte er das Gymnasium, welches er aber abbrach, nachdem er schon zu dieser Zeit mehr dem Schwimmen, den Mädchen und dem Fotografieren zugetan war. Er begann im selben Jahr eine Lehre als Fotograf bei der damals bekannten Berliner Fotografin Yva (Else Neuländer-Simon), die nach dem Berufsverbot 1938 ihr Atelier schließen musste und später im Vernichtungslager Sobibor ermordet wurde. Zu der Zeit, kurz nach seinem 18. Geburtstag, am 5. Dezember 1938, flüchtete Newton vor den Nazis aus Deutschland über Triest in Richtung Singapur. Dort arbeitete er zwei Wochen lang als Bildreporter bei der Zeitung The Straits Times, bevor er wegen „Unfähigkeit“ entlassen wurde.

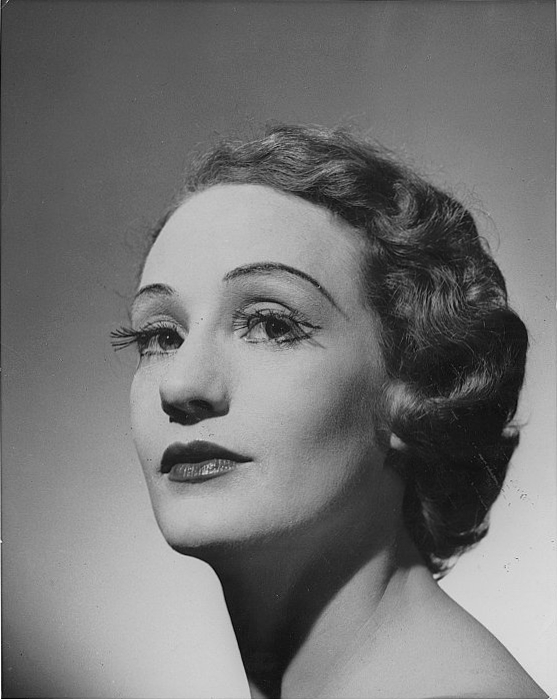
Helmut Newtons Porträt von Laurel Martyn, 1952,
National Library of Australia

Die Kriegsjahre ab 1940 verbrachte er in Australien, wo er zunächst als LKW-Fahrer bei der Armee und beim Eisenbahnbau arbeitete. 1945 eröffnete er ein Fotostudio in Melbourne. Ein Jahr später nahm er die australische Staatsangehörigkeit an. 1948 heiratete er die Schauspielerin June Browne (1923–2021; Schauspielerpseudonym June Brunell, da es schon eine Schauspielerin mit dem Namen June Browne gab), mit der er bis zu seinem Tod zusammenlebte. Das Paar war kinderlos. June Newton war seit den 1970er Jahren selbst als Fotografin unter dem Pseudonym Alice Springs tätig.
Ab 1956 arbeitete Helmut Newton für die australische Ausgabe der Vogue, die sein Hauptarbeitgeber wurde. Nach und nach verpflichteten ihn auch die französische, italienische, amerikanische und die deutsche Ausgabe sowie auch weitere Modezeitschriften. Seit den 1970er Jahren war Newton einer der begehrtesten und teuersten Mode-, Werbe-, Porträt- und Aktfotografen der Welt. Unter den porträtierten Prominenten waren Helmut Kohl, Margaret Thatcher, Charlotte Rampling, Catherine Deneuve, Liz Taylor, Romy Schneider und Hanna Schygulla.
1976, als Newton bereits 56 Jahre alt war, erschien sein erster Bildband White Women, der kurz nach der Veröffentlichung mit dem Kodak-Fotobuchpreis ausgezeichnet wurde. Im April 2000 erregte Newtons sogenannter SUMO-Bildband Aufsehen, als das Exemplar Nummer eins – handsigniert von über 100 der in dem Buch abgebildeten berühmten Persönlichkeiten – auf einer Charity-Auktion 620.000 DM erzielte und damit den Rekord für das teuerste Buch des 20. Jahrhunderts brach.

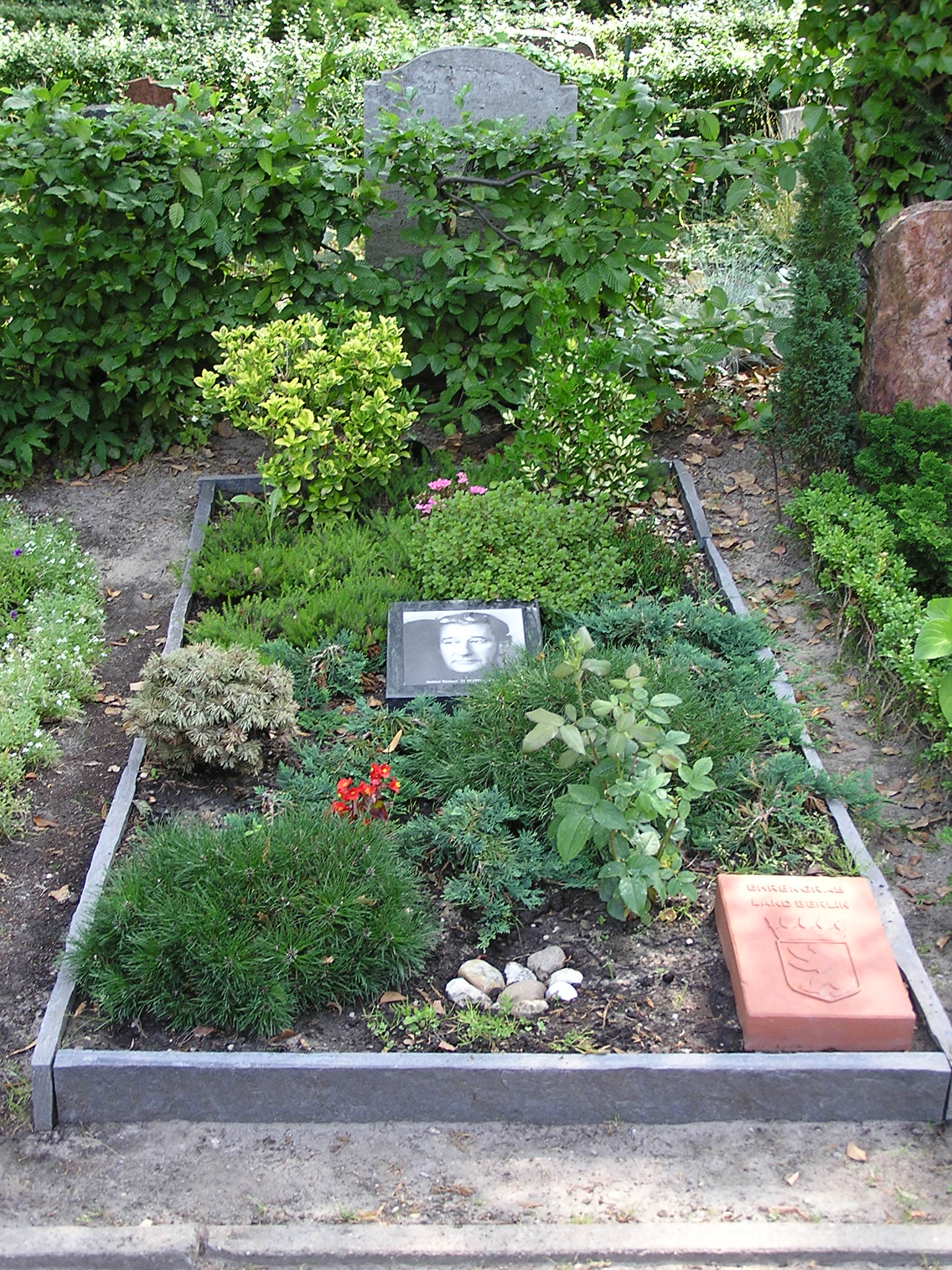
Grab von Helmut Newton (2006)

Seit 1981 lebte Helmut Newton mit seiner Frau June Newton in Monaco; die Wintermonate verbrachte das Paar in Los Angeles. Newton starb im Alter von 83 Jahren in der Nacht vom 23. auf den 24. Januar 2004 nach einem Herzinfarkt, den er am Steuer seines Cadillac erlitt, in Los Angeles im Cedars-Sinai Medical Center.
Sein Wunsch war es, in seiner Geburtsstadt Berlin beigesetzt zu werden. Am 2. Juni 2004 wurde seine Urne in einem Ehrengrab auf dem Friedhof Schöneberg III (Nr. 34/367) in Berlin-Friedenau beigesetzt. Unter den Trauergästen waren unter anderem Bundeskanzler Gerhard Schröder, Berlins Regierender Bürgermeister Klaus Wowereit und der britische Schauspieler Roger Moore.

## Kontroversen
Im November 1993 warf ihm Alice Schwarzer in der feministischen Zeitschrift Emma vor, seine Fotos seien nicht nur sexistisch und rassistisch, sondern auch faschistisch. Als Beleg führte sie 19 seiner Bilder an. Emma druckte die entsprechenden Bilder ohne Genehmigung in einer Ausgabe ab, was zu einer erfolgreichen Klage des deutschen Verlags Schirmer/Mosel mit Billigung Helmut Newtons wegen vorsätzlicher Urheberrechtsverletzung gegen den Emma-Verlag führte. Das Landgericht München I verurteilte die Emma Frauenverlags GmbH zur Zahlung von Schadenersatz. Zwar seien Bildzitate in politischen Auseinandersetzungen erlaubt, doch Emma habe das dafür nötige Maß mit 19 Bildern überschritten.

## Würdigung

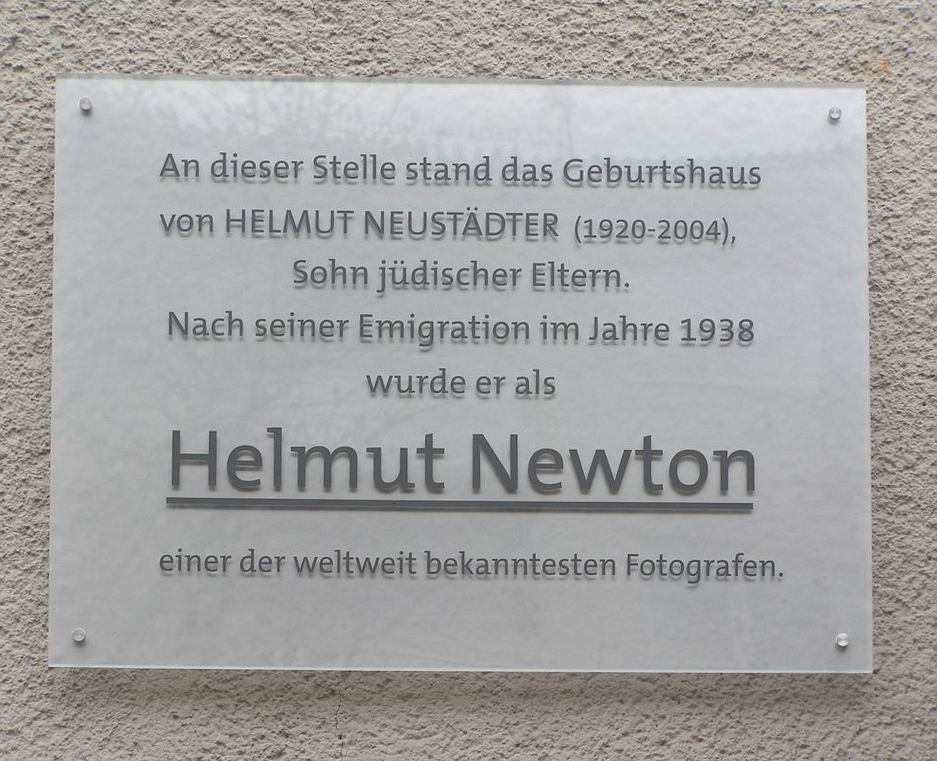
Gedenktafel am Geburtshaus in
Berlin-Schöneberg

### Auszeichnungen zu Lebzeiten
- 1990: Grand Prix National de la Photographie
- 1992: Officier des Arts, Lettres et Sciences, Monaco
- 1992: Großes Bundesverdienstkreuz
- 1994: Berliner Bär (B.Z.-Kulturpreis)
- 1996: Commandeur de l’Ordre des Arts et des Lettres, Frankreich

### Postume Ehrung

Helmut Newton Museum (2008)

- Am 3. Juni 2004 eröffnete June Newton mit der Ausstellung der als Schenkung an die Staatlichen Museen Berlin übertragenen Bildsammlung ihres Mannes das Museum für Fotografie, in dem auch die Helmut-Newton-Stiftung ihren Sitz hat.
- Am 8. April 2005 wurde am Haus Innsbrucker Straße 24, der Stelle seines Geburtshauses, eine Gedenktafel für Newton enthüllt.
- In Berlin gibt es am Gendarmenmarkt eine Helmut Newton Bar. Dort findet man ein Werk von ihm in Wandgröße.

## Helmut Newton Stiftung

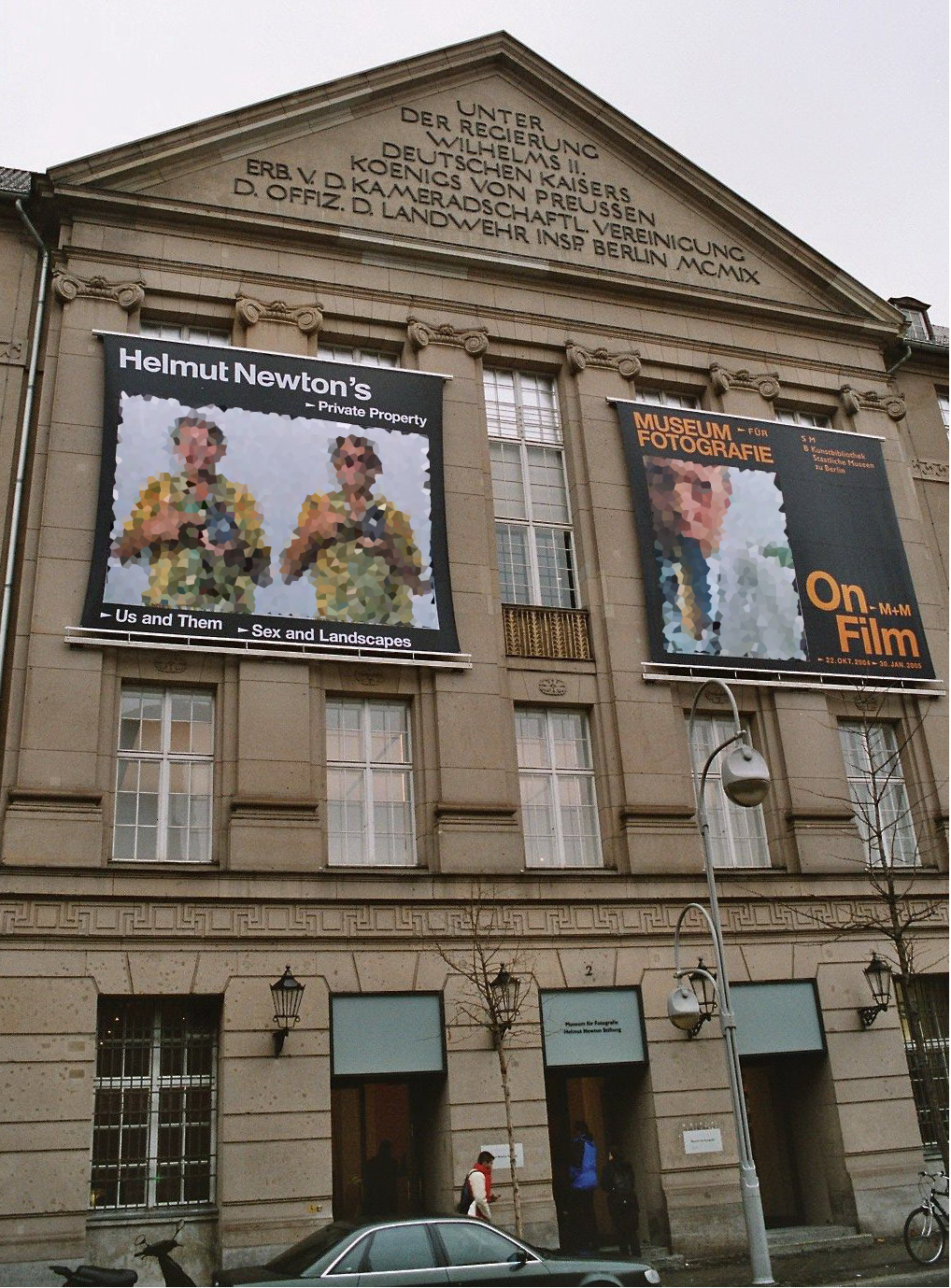
Helmut Newton Stiftung im ehemaligen Landwehrkasino, Berlin (2004)

Helmut Newton selbst hat zu Lebzeiten im November 2003 die Helmut Newton Stiftung gegründet. Nach der Gründung hat Newton zahlreiche Fotografien auf seine Stiftung übertragen. Mit dem Sitz in Zürich ist sie eine Stiftung gemäß dem schweizerischen Recht. Die Stiftung arbeitet international und verfolgt den Zweck, die fotografischen Werke von Helmut und June Newton (später bekannt als Alice Springs) zu präsentieren, zu wahren und zu schützen.
Eine der wesentlichsten Maßnahmen der Stiftung ist der Abschluss eines Vertrages mit der Stiftung Preußischer Kulturbesitz. Dieser Vertrag sichert der Helmut Newton Stiftung dauerhaft zu, über zwei Etagen des ehemaligen Landwehrkasinos in Berlin-Charlottenburg zu verfügen, um dort Ausstellungen zu organisieren und durchzuführen. Seit der Eröffnung im Juni 2004 gibt es dort ständig wechselnde Ausstellungen von und über den Fotografen Helmut Newton, ergänzt durch andere Künstler und Fotografen. Die Helmut Newton Stiftung kooperiert und teilt sich das Gebäude mit dem Museum für Fotografie. Nach den Wünschen des Gründers und Namensgebers sollen die Ausstellungen, die bewusst in seiner Geburtsstadt Berlin beheimatet sein sollen, kein „totes Museum“ darstellen, sondern vielmehr als „lebendige Institution“ wirken. Newton brachte insbesondere seine Freude darüber zum Ausdruck, dass die Stiftung im ehemaligen Landwehrkasino in der Jebensstraße – direkt am Bahnhof Zoo gelegen – Platz fand, weil dieses Gebäude eines der letzten gewesen sei, die er bei seiner Flucht aus Berlin 1938 vom Zug aus gesehen habe.

## Werke
- Autobiographie. Goldmann, München 2005, ISBN 3-442-15290-9.
- Big Nudes. Schirmer/Mosel Verlag, München 2004, ISBN 3-8296-0139-5.
- Helmut Newton’s illustrated. (Complete Edition) Schirmer/Mosel Verlag, München 2000, ISBN 3-88814-613-5.
  - Bd. 1. Sex and Power, S. 7–38
  - Bd. 2. Pictures from an exhibition, S. 39–70
  - Bd. 3. I was there, S. 71–102
  - Bd. 4. Dr. Phantasme, S. 103–134
  - Index S. 135
- Pola Woman. Schirmer/Mosel Verlag, München 2000, ISBN 3-88814-749-2.
- Portraits. Bilder aus Europa und Amerika. Schirmer/Mosel Verlag, München 2004, ISBN 3-8296-0146-8.
- Archives de Nuit Schirmer/Mosel Verlag, 1993. ISBN 978-3-88814-686-2
- Private Property. Schirmer/Mosel Verlag, München 1989, ISBN 3-88814-340-3.
- Sleepless nights. Schirmer/Mosel Verlag, München 1991, ISBN 3-88814-421-3.
- Welt ohne Männer. Schirmer/Mosel Verlag, München 1993, ISBN 3-88814-130-3.
- White women. Schirmer/Mosel Verlag, München 1992, ISBN 3-88814-281-4.
- Playboy’s Helmut Newton. Chronicle Books, August 2005, ISBN 0-8118-5065-X.
- Helmut Newton. SUMO. Revised by June Newton. TASCHEN, Köln, 2009, ISBN 978-3-8365-1730-0.
- Helmut Newton. World without Men. TASCHEN, Köln, 2013, ISBN 978-3-8365-4512-9.
- Helmut Newton, Sex & Landscapes. TASCHEN, Köln, 2004, ISBN 978-3-8228-3506-7.
- Helmut Newton. A Gun for Hire. TASCHEN, Köln, 2005, ISBN 978-3-8228-4643-8.
- Helmut Newton. Polaroids. TASCHEN, Köln, 2011, ISBN 978-3-8365-2886-3.
- Helmut Newton. SUMO. 20th Anniversary Edition. TASCHEN, Köln, 2019, ISBN 978-3-8365-7819-6.

## Posthume Einzelausstellungen (Auswahl)
- 25. Februar – 4. Juni 2006 im Palazzo Reale in Mailand: Sex & Landscapes.[15]
- 9. Januar – 27. März 2011 im Kunsthaus Apolda: Avantgarde – Helmut Newton. Werke aus dem Museum der Moderne Salzburg. Leihgabe der Sammlung MAP.
- 10. Juni – 20. November 2011 im Berliner Museum für Fotografie: Helmut Newton Polaroids[16]
- 31. Oktober 2021 – 22. Mai 2022 im Museum für Fotografie der Staatlichen Museen zu Berlin – Preußischer Kulturbesitz: Helmut Newton. Legacy.
- 19. Oktober 2022 – 15. Januar 2023 im Bank Austria Kunstforum Wien: Helmut Newton. Legacy.

## Filme
- Helmut Newton – The Bad And The Beautiful Dokumentarfilm, Deutschland, 2020, 93 Min., Regie: Gero von Boehm
- Helmut Newton – Mein Leben. Filmporträt, Deutschland, 2002, 42 Min., Regie: Gero von Boehm, Produktion: Macroscope, arte, Erstsendung: 13. Oktober 2002 auf arte, Inhaltsangabe, engl. O-Ton mit dt. UT.
- Helmut Newton. Frames from the Edge. Dokumentarfilm, Großbritannien, 1989, 100 Min., Regie: Adrian Maben, Vertrieb: Arthaus Musik, ISBN 978-3-939873-29-7.